# Аттіла Орбан
Аттіла Орбан (угор. Orbán Attila; народився 1 червня 1990 у м. Сексард, Угорщина) — угорський хокеїст, захисник. Виступає за «Альба Волан» (Секешфехервар) в Австрійській хокейній лізі.
Виступав за ХК «Дунауйварош», «Альба Волан» (Секешфехервар).
У складі національної збірної Угорщини учасник чемпіонату світу 2011 (дивізіон I). У складі молодіжної збірної Угорщини учасник чемпіонатів світу 2008 (дивізіон I), 2009 (дивізіон I) і 2010 (дивізіон II). У складі юніорської збірної Угорщини учасник чемпіонатів світу 2007 (дивізіон II) і 2008 (дивізіон I).